# Pečeňany
Pečeňany este o comună slovacă, aflată în districtul Bánovce nad Bebravou din regiunea Trenčín. Localitatea se află la altitudinea de 197 m deasupra n.m., se întinde pe o suprafață de 6,63 km2 și în 2017 număra 509 locuitori.

## Istoric
Localitatea Pečeňany este atestată documentar din 1323.

## Demografie
| An:                | 1994 | 2004   | 2014   | 2024    |
| ------------------ | ---- | ------ | ------ | ------- |
| Număr de persoane: | 465  | 469    | 450    | 545     |
| Diferență:         |      | +0,86% | −4,05% | +21,11% |

| An:                | 2023 | 2024   |
| ------------------ | ---- | ------ |
| Număr de persoane: | 541  | 545    |
| Diferență:         |      | +0,73% |